# 제51회 NHK 홍백가합전
《제51회 NHK 홍백가합전》(일본어: 第51回NHK紅白歌合戦 다이고쥬잇카이에누에이치케이코하쿠우타갓센[*])는 2000년 12월 31일에 방송된 통산 51회째인 NHK 홍백가합전이다.

## 소개
20세기 마지막 홍백가합전이었다.

## 사회자
- 종합사회 - 미야모토 류지 아나운서
- 홍조(紅組) - 쿠보 준코 아나운서
- 백조(白組) - 이즈미 모토야
- 심사원 리포터 - 우도 유미코 아나운서
- 라디오 중계 - 아베 와타루 아나운서

## 심사원
- 다무라 료코 : 2000년 하계 올림픽 여자 유도 48 kg 이하급 금메달리스트.
- 나가시마 시게오 : 요미우리 자이언츠를 센트럴 리그와 2000년 일본 시리즈 우승을 이끈 감독.
- 다카하시 나오코 : 2000년 하계 올림픽 여자 마라톤 금메달리스트.
- 와타나베 켄 : 2001년 NHK 대하드라마 『호조 도키무네』에서 호조 도키요리 역.
- 이케우치 준코 : 2000년 『月の光』, 『三婆』으로 키쿠타 카즈오 연극상 대상 수상.
- 사사키 가즈히로 : 2000년 메이저 리그 베이스볼 신인기록 37세이브로 아메리칸 리그 신인상 수상.
- 오카모토 아야 : 2000년 하반기 연속 TV 소설 『オードリー』의 여주인공 사사키 미즈키 역.
- 이노우에 고세이 : 2000년 하계 올림픽 남자 유도 100kg급 금메달리스트.
- 기무라 요시노 : 『호조 도키무네』에서 도코 역.
- 나이토 쿠니오 : 공식전 1000승을 달성해서 특별쇼기영예상 수상.

## 출장가수
진한 글씨는 그 해 이긴 조를 나타냄.

괄호 안의 숫자는 출장횟수를 나타냄.

### 1부
- 홍조(紅組) :
  - Whiteberry (1) 〈夏祭り〉
  - aiko (1) 〈ボーイフレンド〉
  - 이시하라 준코 (1) 〈みれん酒〉
  - 나카무라 미츠코 (8) 〈おんなの純情〉
  - 하나*하나 (1) 〈あ～よかった〉
  - 고다이 나츠코 (11) 〈満月〉
  - MAX (4) 〈バラ色の日々〉
  - 후지 아야코 (9) 〈ふたり花〉
  - 나가야마 요코 (7) 〈紅い雪〉
  - Every Little Thing (4) 〈愛のカケラ〉
  - 하라다 유리 (2) 〈夢ひとすじ〉
  - 모닝구무스메 (3) 〈ハッピーサマーウェディング大晦日スペシャル[1]〉
  - 사카모토 후유미 (13) 〈風鈴〉
- 백조(白組) :
  - 후지이 타카시 (1) 〈ナンダカンダ〉
  - 포르노그라피티 (1) 〈サウダージ〉
  - DA PUMP (3) 〈if...〉
  - 야마카와 유타카 (8) 〈逢えてよかった〉
  - 19 (2) 〈水・陸・そら、無限大〉
  - 오오이즈미 이치요 (1) 〈孫〉
  - TOKIO (7) 〈みんなでワーッハッハ!〉
  - 야마모토 조지 (9) 〈花も嵐も〉
  - 사다 마사시 (12) 〈無縁坂〉
  - 사이죠 히데키 (17) 〈ブルースカイ ブルー〉
  - 토바 이치로 (13) 〈兄弟船〉
  - 히라이 켄 (1) 〈楽園〉
  - 요시 이쿠조 (15) 〈津軽平野〉
  - 가야마 유조 (15) 〈海 その愛〉

### 2부
- 홍조(紅組) :
  - 코자이 카오리 (9) 〈無言坂〉
  - 하마사키 아유미 (2) 〈SEASONS〉
  - 스즈키 아미 (2) 〈THANK YOU 4 EVERY DAY EVERY BODY〉
  - 히토미 (1) 〈LOVE 2000〉
  - 코야나기 유키 (1) 〈あなたのキスを数えましょう ～You were mine～〉
  - 마츠다 세이코 (14) 〈あなたに逢いたくて～Missing You～〉
  - 야시로 아키 (22) 〈なみだ恋〉
  - 핑크 레이디 (4) 〈スペシャルメドレー ピンクレディー2000[2]〉
  - 가와나카 미유키 (13) 〈なにわの女〉
  - 고바야시 사치코 (22) 〈泣かせ雨〉
  - 유키 사오리·야스다 사치코 (9) 〈赤とんぼ、どこかに帰ろう〉
  - 이시카와 사유리 (23) 〈津軽海峡・冬景色〉
  - 아무로 나미에 (6) 〈NEVER END〉
  - 와다 아키코 (24) 〈もう一度ふたりで歌いたい〉
  - 덴도 요시미 (5) 〈道頓堀人情〉

- 백조(白組) :
  - L'Arc~en~Ciel (3) 〈STAY AWAY〉
  - 야엔 (2) 〈Chicken guys〉
  - 히카와 키요시 (1) 〈箱根八里の半次郎〉
  - 미카와 켄이치 (17) 〈東京ホテル〉
  - 후세 아키라 (17) 〈シクラメンのかほり〉
  - 마에카와 키요시 (10) 〈長崎は今日も雨だった〉
  - 아리스 (1) 〈アリス・ミレニアムスペシャル[3]〉
  - 모리 신이치 (33) 〈終列車〉
  - 고 히로미 (21) 〈なかったコトにして〉
  - 니시키오리 켄 (1) 〈荒城の月〉
  - 호소카와 타카시 (26) 〈望郷じょんから〉
  - SMAP (10) 〈らいおんハート〉
  - 키타지마 사부로 (37) 〈帰ろかな〉
  - 이츠키 히로시 (30) 〈山河〉